# Velika loža San Marina
Najuzvišenija velika loža Republike San Marino (tali. Serenissima Gran Loggia Della Repubblica di San Marino), skraćeno SGLRSM, regularna je slobodnozidarska velika loža u San Marinu. Osnovana je 2003. godine uz pomoć Velikog orijenta Italije.

## Povijest
Stanovnici San Marina još od 1950-ih i 1960-ih godina primani su za slobodne zidare u ložama pod zaštitom Velikog orijenta Italije, i to u Loži "Giuseppe Garibaldi" br. 145 u Pesaru kao i Loži "Europa" br. 765 u Riccioneu pokraj Riminija.
Veliki orijent Italije je tijekom 2002. godine osnovao tri lože u San Marinu, "Montale", "Guaita" i "Cesta", nazvane po tri tornja na tri vrha planine Monte Titano. Ove tri lože su 6. travnja 2003. godine formirale prvu veliku ložu u San Marinu, Najuzvišeniju veliku ložu Republike San Marino, uz pomoć Velikog orijenta Italije i Velike lože Distrikta Columbia. Ujedinjena velika loža Engleske je priznala 8. lipnja 2011. godine Veliku ložu San Marina kao regularnu, dok Velika loža Škotske isto učinila početkom 2019. godine.
U rujnu 2011. godine osnovana je četvrta loža u San Marinu, Loža "Federico Micheloni", koja je ponijela ime prvog velikog majstora Velike lože San Marina i nekadašnjeg kapetana regenata San Marina. Godine 2017. uspostavljena je peta loža, i to Loža "Rosslyn St. Clair" koja radi po Emulacijskom obredu.

## Ustroj
Sjedište Najuzvišenije velike lože Republike San Marino je u Gradu San Marino.

### Lože
U 2025. godini pod zaštitom ove velike lože radi pet loža:
- Loža "Montale" (Loggia Montale) br. 1, San Marino – nosi naziv po tornju Montale, najmanjem od tri tornja na vrhovima planine Monte Titano.
- Loža "Guaita" (Loggia Guaita) br. 2, San Marino – nosi naziv po tornju Guaita, najstarijem od tri tornja na vrhovima planine Monte Titano.
- Loža "Cesta" (Loggia Cesta) br. 3, San Marino – nosi naziv po tornju Cesta, jednom od tri tornja na vrhovima planine Monte Titano.
- Loža "Federico Micheloni" (Loggia Federico Micheloni) br. 4, San Marino – nosi naziv po liječniku i slobodnom zidaru Federicu Micheloniju, prvom velikom majstoru ove velike lože.
- Loža "Rosslyn St. Clair" (Loggia Rosslyn St. Clair) br. 5, San Marino – nosi naziv po Kapeli Rosslyn u blizini Edinburgha, Škotska.

### Uprava
Najuzvišenijom velikom ložom Republike San Marino upravlja veliki majstor (Gran Maestro) koji se bira na trogodišnje razdoblje. Dosadašnji veliki majstori su:
1. Federico Micheloni (2003. – 2007.)
2. Italo Casali (2007. – 2013.)
3. Andrea Negri (2013. – 2016.)
4. Emidio Troiani (od 2016.)[6]

### Međunarodna suradnja
Velika loža sudjeluje u radu Svjetske konferencije regularnih masonskih velikih loža. Također, potpisala je povelje o prijateljstvu i međusobnom priznavanju s preko 105 regularnih velikih loža.

### Obredi
Velika loža upravlja simboličkim stupnjevima plave lože (učenik, pomoćnik i majstor) i delegira upravljanje visokim stupnjevima na dodatna tijela i redove. Obredi koji se rade u plavoj loži su:
- Emulacijski obred

## Pridružena tijela i redovi
Upravljanje visokim stupnjevima ova velika loža provodi kroz pridružena tijela i redove od kojih svaki predstavlja jedan obred a na temelju potpisanih konkordata.
- Vrhovni veliki kapitel slobodnih zidara kraljevskog luka San Marina (tali. Supremo Gran Capitolo dei Liberi Muratori dell'Arco Reale di San Marino) – nadležan za rad Svetog kraljevskog luka.

Vrhovni veliki kapitel San Marina je uspostavljen 10. prosinca 2018. godine.

## Vanjske poveznice
- Službena stranica
- Facebook stranica